# Treća nogometna liga 2024-2025
La Treća nogometna liga 2024-2025, conosciuta anche come 3. NL 2024-2025, è la 34ª edizione della quarta serie del campionato di calcio croato.
È la terza edizione con il nuovo nome ed il nuovo format.

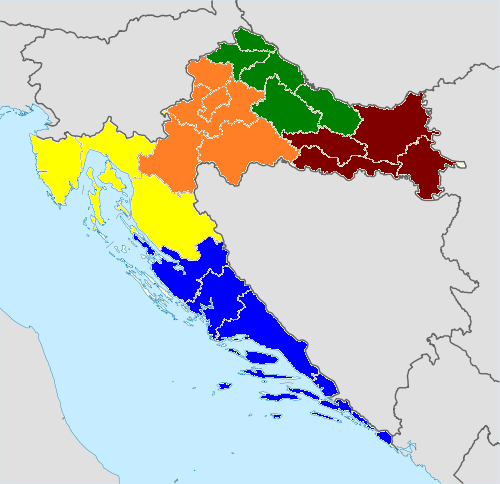
Area geografica coperta dai gironi:
Giallo - Girone Ovest,
Arancione – Girone Centro,
Verde – Girone Nord,
Marrone - Girone Est
Blu – Girone Sud

## Format
Il torneo è diviso in 5 gironi su base geografica, composti da 16 squadre ciascuno.
I gironi sono organizzati dai seguenti centri calcistici:Varaždin (Nord), Fiume (Ovest), Zagabria (Centro), Osijek (Est) e Spalato (Sud).
Le vincitrici dei 5 gironi (se in possesso della licenza per la categoria superiore) accedono alle qualificazioni, insieme alla terz'ultima della 2. NL 2024-2025, per 3 posti nella 2. NL 2025-2026. Se la vincitrice del girone non ha i requisiti, può essere sostituita dalla successiva in graduatoria, purché piazzata nei primi 3 posti in classifica.
L'ultima classificata di ogni girone viene retrocessa nella categoria inferiore.

## Girone Ovest
Hanno ottenuto la seguente licenza:
- per la 2. NL 2025-26: Halubjan Viškovo

Dopo la conquista del campionato, l'Halubjan rinuncia alla promozione nella divisione superiore.
|                    | Pos. | Squadra          | Pt | G  | V  | N  | P  | GF | GS | DR  |
| ------------------ | ---- | ---------------- | -- | -- | -- | -- | -- | -- | -- | --- |
|                    | 1.   | Halubjan Viškovo | 63 | 30 | 19 | 6  | 5  | 74 | 32 | +42 |
|                    | 2.   | Krk              | 49 | 30 | 14 | 7  | 9  | 45 | 32 | +13 |
|                    | 3.   | Pazinka          | 49 | 30 | 15 | 4  | 11 | 49 | 38 | +11 |
|                    | 4.   | Buje             | 48 | 30 | 14 | 6  | 10 | 47 | 37 | +10 |
|                    | 5.   | Vinodol          | 46 | 30 | 13 | 7  | 10 | 43 | 38 | +5  |
|                    | 6.   | Kraljevica       | 46 | 30 | 13 | 7  | 10 | 51 | 47 | +4  |
|                    | 7.   | Rudar Labin      | 46 | 30 | 14 | 4  | 12 | 48 | 51 | −3  |
|                    | 8.   | Pomorac          | 45 | 30 | 13 | 6  | 11 | 54 | 44 | +10 |
|                    | 9.   | Crikvenica       | 42 | 30 | 12 | 6  | 12 | 35 | 45 | −10 |
|                    | 10.  | Nehaj Senj       | 41 | 30 | 9  | 14 | 7  | 41 | 35 | +6  |
|                    | 11.  | Novalja          | 41 | 30 | 12 | 5  | 13 | 50 | 47 | +3  |
|                    | 12.  | Naprijed Hreljin | 40 | 30 | 11 | 7  | 12 | 34 | 36 | −2  |
|                    | 13.  | Banjole          | 38 | 30 | 11 | 5  | 14 | 48 | 52 | −4  |
|                    | 14.  | Rovigno          | 35 | 30 | 10 | 5  | 15 | 37 | 58 | −21 |
|                    | 15.  | Cres             | 23 | 30 | 6  | 5  | 19 | 31 | 67 | −36 |
|                    | 16.  | Medulin          | 18 | 30 | 4  | 6  | 20 | 28 | 56 | −28 |
| Fonte: 3. NL ZAPAD |      |                  |    |    |    |    |    |    |    |     |

Legenda:
  Promozione diretta.
  Partecipa alle qualificazioni per la promozione.
      Promossa in 2. NL 2025-26.
      Retrocessa nella divisione inferiore.
Regolamento:
Tre punti a vittoria, uno a pareggio, zero a sconfitta.
In caso di arrivo di due o più squadre a pari punti per le posizioni di promozione o retrocessione, la graduatoria viene stilata secondo gli scontri diretti tra le squadre interessate; se la parità persiste si ricorre alla differenza reti.

### Marcatori
| Gol   |  |  | Giocatore       | Squadra          |
| ----- |  |  | --------------- | ---------------- |
| 21    |  |  | Din Begović     | Halubjan Viškovo |
| 17    |  |  | Andrea Maružin  | Pazinka          |
| 16    |  |  | Željko Tomić    | Vinodol          |
| 15    |  |  | Vlatko Blažević | Novalja          |
| 14    |  |  | Manuel Perković | Rovigno          |
| Fonte |  |  |                 |                  |

## Girone Centro
Hanno ottenuto la seguente licenza:
- per la 2. NL 2025-26: Lučko, Kurilovec e Zagorec

|                       | Pos. | Squadra               | Pt | G  | V  | N | P  | GF | GS | DR  |
| --------------------- | ---- | --------------------- | -- | -- | -- | - | -- | -- | -- | --- |
|                       | 1.   | Lučko                 | 63 | 30 | 20 | 3 | 7  | 60 | 35 | +25 |
|                       | 2.   | Ravnice Zagabria      | 57 | 30 | 17 | 6 | 7  | 55 | 31 | +24 |
|                       | 3.   | Kurilovec             | 57 | 30 | 17 | 6 | 7  | 43 | 23 | +20 |
|                       | 4.   | Gaj Mače              | 52 | 30 | 15 | 7 | 8  | 48 | 33 | +15 |
|                       | 5.   | Trešnjevka            | 45 | 30 | 13 | 6 | 11 | 37 | 32 | +5  |
|                       | 6.   | Samobor               | 44 | 30 | 14 | 2 | 14 | 37 | 42 | −5  |
|                       | 7.   | Zagorec               | 41 | 30 | 12 | 5 | 13 | 48 | 43 | +5  |
|                       | 8.   | Vrapče Zagabria       | 41 | 30 | 13 | 2 | 15 | 41 | 39 | +2  |
|                       | 9.   | Tigar Sv. Nedelja     | 38 | 30 | 11 | 5 | 14 | 46 | 50 | −4  |
|                       | 10.  | Maksimir              | 37 | 30 | 11 | 4 | 15 | 50 | 57 | −7  |
|                       | 11.  | Ponikve               | 37 | 30 | 11 | 4 | 15 | 45 | 52 | −7  |
|                       | 12.  | Bistra                | 37 | 30 | 11 | 4 | 15 | 34 | 41 | −7  |
|                       | 13.  | Dinamo Odranski Obrež | 37 | 30 | 10 | 7 | 13 | 38 | 51 | −13 |
|                       | 14.  | Mladost Petrinja      | 35 | 30 | 9  | 8 | 13 | 37 | 52 | −15 |
|                       | 15.  | HAŠK 1903             | 33 | 30 | 10 | 3 | 17 | 33 | 52 | −19 |
|                       | 16.  | Sava Strmec           | 28 | 30 | 8  | 4 | 18 | 40 | 59 | −19 |
| Fonte: 3. NL SREDIŠTE |      |                       |    |    |    |   |    |    |    |     |

Legenda:
  Promozione diretta.
  Partecipa alle qualificazioni per la promozione.
      Promossa in 2. NL 2025-26.
      Retrocessa nella divisione inferiore.
Regolamento:
Tre punti a vittoria, uno a pareggio, zero a sconfitta.
In caso di arrivo di due o più squadre a pari punti per le posizioni di promozione o retrocessione, la graduatoria viene stilata secondo gli scontri diretti tra le squadre interessate; se la parità persiste si ricorre alla differenza reti.

### Marcatori
| Gol   |  |  | Giocatore           | Squadra          |
| ----- |  |  | ------------------- | ---------------- |
| 24    |  |  | Andrej Šaronja      | Ravnice Zagabria |
| 17    |  |  | Vladimir Burić      | Trešnjevka       |
| 17    |  |  | Mihael Đopar        | Ponikve          |
| 14    |  |  | Adiele Peter Eriugo | Maksimir         |
| 14    |  |  | Vito Čilić          | Vrapče Zagabria  |
| Fonte |  |  |                     |                  |

## Girone Nord
Hanno ottenuto la seguente licenza:
- per la 2. NL 2025-26: Varteks

|                     | Pos. | Squadra               | Pt | G  | V  | N | P  | GF | GS | DR  |
| ------------------- | ---- | --------------------- | -- | -- | -- | - | -- | -- | -- | --- |
|                     | 1.   | Varteks               | 69 | 30 | 22 | 3 | 5  | 72 | 23 | +49 |
|                     | 2.   | Polet Sv. Martin      | 61 | 30 | 19 | 4 | 7  | 80 | 33 | +47 |
|                     | 3.   | Bilogora 91           | 61 | 30 | 19 | 4 | 7  | 61 | 42 | +19 |
|                     | 4.   | Pitomača              | 56 | 30 | 17 | 5 | 8  | 68 | 34 | +34 |
|                     | 5.   | Podravina Ludbreg     | 55 | 30 | 16 | 7 | 7  | 54 | 35 | +19 |
|                     | 6.   | Rudar Mursko Središće | 51 | 30 | 15 | 6 | 9  | 51 | 38 | +13 |
|                     | 7.   | Graničar Đurđevac     | 45 | 30 | 13 | 6 | 11 | 49 | 43 | +6  |
|                     | 8.   | Graničar Kotoriba     | 43 | 30 | 13 | 4 | 13 | 51 | 51 | 0   |
|                     | 9.   | Dinamo Domašinec      | 42 | 30 | 12 | 6 | 12 | 40 | 36 | +4  |
|                     | 10.  | Garić Garešnica       | 35 | 30 | 10 | 5 | 15 | 33 | 47 | −14 |
|                     | 11.  | Nedelišće             | 33 | 30 | 9  | 6 | 15 | 39 | 55 | −16 |
|                     | 12.  | Koprivnica            | 33 | 30 | 9  | 6 | 15 | 40 | 57 | −17 |
|                     | 13.  | Dinamo Predavac       | 32 | 30 | 10 | 2 | 18 | 49 | 75 | −26 |
|                     | 14.  | Međimurje             | 29 | 30 | 8  | 5 | 17 | 34 | 66 | −32 |
|                     | 15.  | Slatina (−4)          | 17 | 30 | 5  | 6 | 19 | 30 | 72 | −42 |
|                     | 16.  | Virovitica            | 15 | 30 | 4  | 3 | 23 | 33 | 77 | −44 |
| Fonte: 3. NL SJEVER |      |                       |    |    |    |   |    |    |    |     |

Legenda:
  Promozione diretta.
  Partecipa alle qualificazioni per la promozione.
      Promossa in 2. NL 2025-26.
      Retrocessa nella divisione inferiore.
Regolamento:
Tre punti a vittoria, uno a pareggio, zero a sconfitta.
In caso di arrivo di due o più squadre a pari punti per le posizioni di promozione o retrocessione, la graduatoria viene stilata secondo gli scontri diretti tra le squadre interessate; se la parità persiste si ricorre alla differenza reti.

### Marcatori
| Gol   |  |  | Giocatore        | Squadra              |
| ----- |  |  | ---------------- | -------------------- |
| 22    |  |  | Nino Patafta     | Polet Sv. Martin     |
| 20    |  |  | Matija Kanceljak | Varteks              |
| 18    |  |  | Anatoliy Snozyk  | Graničar Đurđevac    |
| 18    |  |  | Sven Golub       | Podravina Ludbreg    |
| 17    |  |  | Thiago Pato      | Nedelišće / Pitomača |
| Fonte |  |  |                  |                      |

## Girone Est
Hanno ottenuto la seguente licenza:
- per la 2. NL 2025-26: Đakovo/Croatia e Slavonija Požega

|                    | Pos. | Squadra                 | Pt | G  | V  | N  | P  | GF | GS | DR  |
| ------------------ | ---- | ----------------------- | -- | -- | -- | -- | -- | -- | -- | --- |
|                    | 1.   | Đakovo/Croatia          | 62 | 30 | 18 | 8  | 4  | 71 | 31 | +40 |
|                    | 2.   | Slavonija Požega        | 48 | 30 | 14 | 6  | 10 | 58 | 42 | +16 |
|                    | 3.   | Tomislav D. Andrijevci  | 47 | 30 | 14 | 5  | 11 | 62 | 43 | +19 |
|                    | 4.   | Vinogorac Slav. Brod    | 47 | 30 | 12 | 11 | 7  | 48 | 37 | +11 |
|                    | 5.   | Borac Kneževi Vinogradi | 46 | 30 | 13 | 7  | 10 | 46 | 39 | +7  |
|                    | 6.   | Valpovka                | 44 | 30 | 13 | 5  | 12 | 38 | 40 | −2  |
|                    | 7.   | Radnički Dalj           | 40 | 30 | 10 | 10 | 10 | 33 | 29 | +4  |
|                    | 8.   | Slavija Pleternica      | 40 | 30 | 10 | 10 | 10 | 53 | 50 | +3  |
|                    | 9.   | Tomislav Cerna          | 40 | 30 | 12 | 4  | 14 | 48 | 49 | −1  |
|                    | 10.  | Vuteks Sloga            | 40 | 30 | 11 | 7  | 12 | 42 | 53 | −11 |
|                    | 11.  | Bedem Ivankovo          | 39 | 30 | 10 | 9  | 11 | 44 | 48 | −4  |
|                    | 12.  | Čepin (−1)              | 39 | 30 | 11 | 7  | 12 | 36 | 40 | −4  |
|                    | 13.  | Belišće                 | 38 | 30 | 10 | 8  | 12 | 45 | 49 | −4  |
|                    | 14.  | Svačić Stari Slatinik   | 38 | 30 | 12 | 2  | 16 | 36 | 54 | −18 |
|                    | 15.  | Graničar Županja        | 30 | 30 | 8  | 6  | 16 | 32 | 57 | −25 |
|                    | 16.  | NAŠK Našice             | 27 | 30 | 8  | 3  | 19 | 25 | 56 | −31 |
| Fonte: 3. NL ISTOK |      |                         |    |    |    |    |    |    |    |     |

Legenda:
  Promozione diretta.
  Partecipa alle qualificazioni per la promozione.
      Promossa in 2. NL 2025-26.
      Retrocessa nella divisione inferiore.
Regolamento:
Tre punti a vittoria, uno a pareggio, zero a sconfitta.
In caso di arrivo di due o più squadre a pari punti per le posizioni di promozione o retrocessione, la graduatoria viene stilata secondo gli scontri diretti tra le squadre interessate; se la parità persiste si ricorre alla differenza reti.

### Marcatori
| Gol   |  |  | Giocatore          | Squadra                 |
| ----- |  |  | ------------------ | ----------------------- |
| 22    |  |  | Tomislav Žuljević  | Slavija Pleternica      |
| 18    |  |  | Ivan Antunović     | Slavonija Požega        |
| 16    |  |  | Antonio Blažanović | Đakovo/Croatia          |
| 15    |  |  | Matej Martinović   | Slavonija Požega        |
| 14    |  |  | Mario Bačić        | Svačić Stari Slatinik   |
| 14    |  |  | Igor Antunić       | Borac Kneževi Vinogradi |
| Fonte |  |  |                    |                         |

## Girone Sud
Hanno ottenuto la seguente licenza:
- per la 2. NL 2025-26: Uskok, Zadar, Zagora e Junak

|                  | Pos. | Squadra                  | Pt | G  | V  | N  | P  | GF | GS | DR  |
| ---------------- | ---- | ------------------------ | -- | -- | -- | -- | -- | -- | -- | --- |
|                  | 1.   | Uskok Klis               | 64 | 30 | 20 | 4  | 6  | 55 | 22 | +33 |
|                  | 2.   | HNK Zara                 | 61 | 30 | 18 | 7  | 5  | 63 | 30 | +33 |
|                  | 3.   | Neretva Metković         | 58 | 30 | 17 | 7  | 6  | 68 | 38 | +30 |
|                  | 4.   | Zagora Unešić            | 55 | 30 | 17 | 4  | 9  | 73 | 35 | +38 |
|                  | 5.   | Sloga Mravince           | 53 | 30 | 16 | 5  | 9  | 64 | 42 | +22 |
|                  | 6.   | Vodice                   | 48 | 30 | 14 | 6  | 10 | 49 | 51 | −2  |
|                  | 7.   | Junak Sinj               | 45 | 30 | 13 | 6  | 11 | 45 | 43 | +2  |
|                  | 8.   | GOŠK K. Gomilica         | 43 | 30 | 12 | 7  | 11 | 51 | 40 | +11 |
|                  | 9.   | Hrvatski vitez Posedarje | 35 | 30 | 9  | 8  | 13 | 35 | 50 | −15 |
|                  | 10.  | Neretvanac Opuzen        | 35 | 30 | 8  | 11 | 11 | 31 | 49 | −18 |
|                  | 11.  | Val Kaštel Stari         | 33 | 30 | 9  | 6  | 15 | 47 | 60 | −13 |
|                  | 12.  | Omiš                     | 31 | 30 | 8  | 7  | 15 | 33 | 52 | −19 |
|                  | 13.  | GOŠK Dubrovnik 1919      | 29 | 30 | 6  | 11 | 13 | 22 | 39 | −17 |
|                  | 14.  | Kamen Ivanbegovina       | 29 | 30 | 8  | 5  | 17 | 41 | 61 | −20 |
|                  | 15.  | Primorac Biograd         | 28 | 30 | 6  | 10 | 14 | 28 | 52 | −24 |
|                  | 16.  | Zmaj Makarska            | 17 | 30 | 3  | 8  | 19 | 18 | 59 | −41 |
| Fonte: 3. NL JUG |      |                          |    |    |    |    |    |    |    |     |

Legenda:
  Promozione diretta.
  Partecipa alle qualificazioni per la promozione.
      Promossa in 2. NL 2025-26.
      Retrocessa nella divisione inferiore.
Regolamento:
Tre punti a vittoria, uno a pareggio, zero a sconfitta.
In caso di arrivo di due o più squadre a pari punti per le posizioni di promozione o retrocessione, la graduatoria viene stilata secondo gli scontri diretti tra le squadre interessate; se la parità persiste si ricorre alla differenza reti.

### Marcatori
| Gol   |  |  | Giocatore         | Squadra          |
| ----- |  |  | ----------------- | ---------------- |
| 31    |  |  | Selmir Mahmutović | HNK Zara         |
| 20    |  |  | Josip Tarabarić   | Sloga Mravince   |
| 18    |  |  | Domagoj Topić     | Zagora Unešić    |
| 18    |  |  | Fran Ćavar        | Neretva Metković |
| 17    |  |  | Mario Marić       | Neretva Metković |
| Fonte |  |  |                   |                  |

## Qualificazioni
Dato che l'Halubjan Viškovo (vincitore del girone Ovest della 3. NL) ha rinunciato alla promozione, unito al mancato ottenimento della licenza del HNK Šibenik e al fallimento del Zrinski Osječko (ultimo in 1. NL 2024-25), non si rendono necessari gli spareggi fra Grobničan Čavle (penultimo in 2. NL 2024-25) e le vincitrici dei rimanenti 4 gironi della 3. NL (Lučko, Varteks, Đakovo/Croatia e Uskok Klis).